# 1605
Portal Geschichte | Portal Biografien | Aktuelle Ereignisse | Jahreskalender | Tagesartikel

◄ |
16. Jahrhundert |
17. Jahrhundert
| 18. Jahrhundert | ►

◄ |
1570er |
1580er |
1590er |
1600er
| 1610er | 1620er | 1630er | ►

◄◄ |
◄ |
1601 |
1602 |
1603 |
1604 |
1605
| 1606 | 1607 | 1608 | 1609 | ► | ►►
Staatsoberhäupter  · Nekrolog   · Musikjahr
| Januar | Januar | Januar | Januar | Januar | Januar | Januar | Januar |
| Kw     | Mo     | Di     | Mi     | Do     | Fr     | Sa     | So     |
| ------ | ------ | ------ | ------ | ------ | ------ | ------ | ------ |
| 53     |        |        |        |        |        | 1      | 2      |
| 1      | 3      | 4      | 5      | 6      | 7      | 8      | 9      |
| 2      | 10     | 11     | 12     | 13     | 14     | 15     | 16     |
| 3      | 17     | 18     | 19     | 20     | 21     | 22     | 23     |
| 4      | 24     | 25     | 26     | 27     | 28     | 29     | 30     |
| 5      | 31     |        |        |        |        |        |        |

| Februar | Februar | Februar | Februar | Februar | Februar | Februar | Februar |
| Kw      | Mo      | Di      | Mi      | Do      | Fr      | Sa      | So      |
| ------- | ------- | ------- | ------- | ------- | ------- | ------- | ------- |
| 5       |         | 1       | 2       | 3       | 4       | 5       | 6       |
| 6       | 7       | 8       | 9       | 10      | 11      | 12      | 13      |
| 7       | 14      | 15      | 16      | 17      | 18      | 19      | 20      |
| 8       | 21      | 22      | 23      | 24      | 25      | 26      | 27      |
| 9       | 28      |         |         |         |         |         |         |

| März | März | März | März | März | März | März | März |
| Kw   | Mo   | Di   | Mi   | Do   | Fr   | Sa   | So   |
| ---- | ---- | ---- | ---- | ---- | ---- | ---- | ---- |
| 9    |      | 1    | 2    | 3    | 4    | 5    | 6    |
| 10   | 7    | 8    | 9    | 10   | 11   | 12   | 13   |
| 11   | 14   | 15   | 16   | 17   | 18   | 19   | 20   |
| 12   | 21   | 22   | 23   | 24   | 25   | 26   | 27   |
| 13   | 28   | 29   | 30   | 31   |      |      |      |

| April | April | April | April | April | April | April | April |
| Kw    | Mo    | Di    | Mi    | Do    | Fr    | Sa    | So    |
| ----- | ----- | ----- | ----- | ----- | ----- | ----- | ----- |
| 13    |       |       |       |       | 1     | 2     | 3     |
| 14    | 4     | 5     | 6     | 7     | 8     | 9     | 10    |
| 15    | 11    | 12    | 13    | 14    | 15    | 16    | 17    |
| 16    | 18    | 19    | 20    | 21    | 22    | 23    | 24    |
| 17    | 25    | 26    | 27    | 28    | 29    | 30    |       |

| Mai | Mai | Mai | Mai | Mai | Mai | Mai | Mai |
| Kw  | Mo  | Di  | Mi  | Do  | Fr  | Sa  | So  |
| --- | --- | --- | --- | --- | --- | --- | --- |
| 17  |     |     |     |     |     |     | 1   |
| 18  | 2   | 3   | 4   | 5   | 6   | 7   | 8   |
| 19  | 9   | 10  | 11  | 12  | 13  | 14  | 15  |
| 20  | 16  | 17  | 18  | 19  | 20  | 21  | 22  |
| 21  | 23  | 24  | 25  | 26  | 27  | 28  | 29  |
| 22  | 30  | 31  |     |     |     |     |     |

| Juni | Juni | Juni | Juni | Juni | Juni | Juni | Juni |
| Kw   | Mo   | Di   | Mi   | Do   | Fr   | Sa   | So   |
| ---- | ---- | ---- | ---- | ---- | ---- | ---- | ---- |
| 22   |      |      | 1    | 2    | 3    | 4    | 5    |
| 23   | 6    | 7    | 8    | 9    | 10   | 11   | 12   |
| 24   | 13   | 14   | 15   | 16   | 17   | 18   | 19   |
| 25   | 20   | 21   | 22   | 23   | 24   | 25   | 26   |
| 26   | 27   | 28   | 29   | 30   |      |      |      |

| Juli | Juli | Juli | Juli | Juli | Juli | Juli | Juli |
| Kw   | Mo   | Di   | Mi   | Do   | Fr   | Sa   | So   |
| ---- | ---- | ---- | ---- | ---- | ---- | ---- | ---- |
| 26   |      |      |      |      | 1    | 2    | 3    |
| 27   | 4    | 5    | 6    | 7    | 8    | 9    | 10   |
| 28   | 11   | 12   | 13   | 14   | 15   | 16   | 17   |
| 29   | 18   | 19   | 20   | 21   | 22   | 23   | 24   |
| 30   | 25   | 26   | 27   | 28   | 29   | 30   | 31   |

| August | August | August | August | August | August | August | August |
| Kw     | Mo     | Di     | Mi     | Do     | Fr     | Sa     | So     |
| ------ | ------ | ------ | ------ | ------ | ------ | ------ | ------ |
| 31     | 1      | 2      | 3      | 4      | 5      | 6      | 7      |
| 32     | 8      | 9      | 10     | 11     | 12     | 13     | 14     |
| 33     | 15     | 16     | 17     | 18     | 19     | 20     | 21     |
| 34     | 22     | 23     | 24     | 25     | 26     | 27     | 28     |
| 35     | 29     | 30     | 31     |        |        |        |        |

| September | September | September | September | September | September | September | September |
| Kw        | Mo        | Di        | Mi        | Do        | Fr        | Sa        | So        |
| --------- | --------- | --------- | --------- | --------- | --------- | --------- | --------- |
| 35        |           |           |           | 1         | 2         | 3         | 4         |
| 36        | 5         | 6         | 7         | 8         | 9         | 10        | 11        |
| 37        | 12        | 13        | 14        | 15        | 16        | 17        | 18        |
| 38        | 19        | 20        | 21        | 22        | 23        | 24        | 25        |
| 39        | 26        | 27        | 28        | 29        | 30        |           |           |

| Oktober | Oktober | Oktober | Oktober | Oktober | Oktober | Oktober | Oktober |
| Kw      | Mo      | Di      | Mi      | Do      | Fr      | Sa      | So      |
| ------- | ------- | ------- | ------- | ------- | ------- | ------- | ------- |
| 39      |         |         |         |         |         | 1       | 2       |
| 40      | 3       | 4       | 5       | 6       | 7       | 8       | 9       |
| 41      | 10      | 11      | 12      | 13      | 14      | 15      | 16      |
| 42      | 17      | 18      | 19      | 20      | 21      | 22      | 23      |
| 43      | 24      | 25      | 26      | 27      | 28      | 29      | 30      |
| 44      | 31      |         |         |         |         |         |         |

| November | November | November | November | November | November | November | November |
| Kw       | Mo       | Di       | Mi       | Do       | Fr       | Sa       | So       |
| -------- | -------- | -------- | -------- | -------- | -------- | -------- | -------- |
| 44       |          | 1        | 2        | 3        | 4        | 5        | 6        |
| 45       | 7        | 8        | 9        | 10       | 11       | 12       | 13       |
| 46       | 14       | 15       | 16       | 17       | 18       | 19       | 20       |
| 47       | 21       | 22       | 23       | 24       | 25       | 26       | 27       |
| 48       | 28       | 29       | 30       |          |          |          |          |

| Dezember | Dezember | Dezember | Dezember | Dezember | Dezember | Dezember | Dezember |
| Kw       | Mo       | Di       | Mi       | Do       | Fr       | Sa       | So       |
| -------- | -------- | -------- | -------- | -------- | -------- | -------- | -------- |
| 48       |          |          |          | 1        | 2        | 3        | 4        |
| 49       | 5        | 6        | 7        | 8        | 9        | 10       | 11       |
| 50       | 12       | 13       | 14       | 15       | 16       | 17       | 18       |
| 51       | 19       | 20       | 21       | 22       | 23       | 24       | 25       |
| 52       | 26       | 27       | 28       | 29       | 30       | 31       |          |

| Januar | Januar | Januar | Januar | Januar | Januar | Januar | Januar |
| Kw     | Mo     | Di     | Mi     | Do     | Fr     | Sa     | So     |
| ------ | ------ | ------ | ------ | ------ | ------ | ------ | ------ |
| 53     |        |        |        |        |        | 1      | 2      |
| 1      | 3      | 4      | 5      | 6      | 7      | 8      | 9      |
| 2      | 10     | 11     | 12     | 13     | 14     | 15     | 16     |
| 3      | 17     | 18     | 19     | 20     | 21     | 22     | 23     |
| 4      | 24     | 25     | 26     | 27     | 28     | 29     | 30     |
| 5      | 31     |        |        |        |        |        |        |

| Februar | Februar | Februar | Februar | Februar | Februar | Februar | Februar |
| Kw      | Mo      | Di      | Mi      | Do      | Fr      | Sa      | So      |
| ------- | ------- | ------- | ------- | ------- | ------- | ------- | ------- |
| 5       |         | 1       | 2       | 3       | 4       | 5       | 6       |
| 6       | 7       | 8       | 9       | 10      | 11      | 12      | 13      |
| 7       | 14      | 15      | 16      | 17      | 18      | 19      | 20      |
| 8       | 21      | 22      | 23      | 24      | 25      | 26      | 27      |
| 9       | 28      |         |         |         |         |         |         |

| März | März | März | März | März | März | März | März |
| Kw   | Mo   | Di   | Mi   | Do   | Fr   | Sa   | So   |
| ---- | ---- | ---- | ---- | ---- | ---- | ---- | ---- |
| 9    |      | 1    | 2    | 3    | 4    | 5    | 6    |
| 10   | 7    | 8    | 9    | 10   | 11   | 12   | 13   |
| 11   | 14   | 15   | 16   | 17   | 18   | 19   | 20   |
| 12   | 21   | 22   | 23   | 24   | 25   | 26   | 27   |
| 13   | 28   | 29   | 30   | 31   |      |      |      |

| April | April | April | April | April | April | April | April |
| Kw    | Mo    | Di    | Mi    | Do    | Fr    | Sa    | So    |
| ----- | ----- | ----- | ----- | ----- | ----- | ----- | ----- |
| 13    |       |       |       |       | 1     | 2     | 3     |
| 14    | 4     | 5     | 6     | 7     | 8     | 9     | 10    |
| 15    | 11    | 12    | 13    | 14    | 15    | 16    | 17    |
| 16    | 18    | 19    | 20    | 21    | 22    | 23    | 24    |
| 17    | 25    | 26    | 27    | 28    | 29    | 30    |       |

| Mai | Mai | Mai | Mai | Mai | Mai | Mai | Mai |
| Kw  | Mo  | Di  | Mi  | Do  | Fr  | Sa  | So  |
| --- | --- | --- | --- | --- | --- | --- | --- |
| 17  |     |     |     |     |     |     | 1   |
| 18  | 2   | 3   | 4   | 5   | 6   | 7   | 8   |
| 19  | 9   | 10  | 11  | 12  | 13  | 14  | 15  |
| 20  | 16  | 17  | 18  | 19  | 20  | 21  | 22  |
| 21  | 23  | 24  | 25  | 26  | 27  | 28  | 29  |
| 22  | 30  | 31  |     |     |     |     |     |

| Juni | Juni | Juni | Juni | Juni | Juni | Juni | Juni |
| Kw   | Mo   | Di   | Mi   | Do   | Fr   | Sa   | So   |
| ---- | ---- | ---- | ---- | ---- | ---- | ---- | ---- |
| 22   |      |      | 1    | 2    | 3    | 4    | 5    |
| 23   | 6    | 7    | 8    | 9    | 10   | 11   | 12   |
| 24   | 13   | 14   | 15   | 16   | 17   | 18   | 19   |
| 25   | 20   | 21   | 22   | 23   | 24   | 25   | 26   |
| 26   | 27   | 28   | 29   | 30   |      |      |      |

| Juli | Juli | Juli | Juli | Juli | Juli | Juli | Juli |
| Kw   | Mo   | Di   | Mi   | Do   | Fr   | Sa   | So   |
| ---- | ---- | ---- | ---- | ---- | ---- | ---- | ---- |
| 26   |      |      |      |      | 1    | 2    | 3    |
| 27   | 4    | 5    | 6    | 7    | 8    | 9    | 10   |
| 28   | 11   | 12   | 13   | 14   | 15   | 16   | 17   |
| 29   | 18   | 19   | 20   | 21   | 22   | 23   | 24   |
| 30   | 25   | 26   | 27   | 28   | 29   | 30   | 31   |

| August | August | August | August | August | August | August | August |
| Kw     | Mo     | Di     | Mi     | Do     | Fr     | Sa     | So     |
| ------ | ------ | ------ | ------ | ------ | ------ | ------ | ------ |
| 31     | 1      | 2      | 3      | 4      | 5      | 6      | 7      |
| 32     | 8      | 9      | 10     | 11     | 12     | 13     | 14     |
| 33     | 15     | 16     | 17     | 18     | 19     | 20     | 21     |
| 34     | 22     | 23     | 24     | 25     | 26     | 27     | 28     |
| 35     | 29     | 30     | 31     |        |        |        |        |

| September | September | September | September | September | September | September | September |
| Kw        | Mo        | Di        | Mi        | Do        | Fr        | Sa        | So        |
| --------- | --------- | --------- | --------- | --------- | --------- | --------- | --------- |
| 35        |           |           |           | 1         | 2         | 3         | 4         |
| 36        | 5         | 6         | 7         | 8         | 9         | 10        | 11        |
| 37        | 12        | 13        | 14        | 15        | 16        | 17        | 18        |
| 38        | 19        | 20        | 21        | 22        | 23        | 24        | 25        |
| 39        | 26        | 27        | 28        | 29        | 30        |           |           |

| Oktober | Oktober | Oktober | Oktober | Oktober | Oktober | Oktober | Oktober |
| Kw      | Mo      | Di      | Mi      | Do      | Fr      | Sa      | So      |
| ------- | ------- | ------- | ------- | ------- | ------- | ------- | ------- |
| 39      |         |         |         |         |         | 1       | 2       |
| 40      | 3       | 4       | 5       | 6       | 7       | 8       | 9       |
| 41      | 10      | 11      | 12      | 13      | 14      | 15      | 16      |
| 42      | 17      | 18      | 19      | 20      | 21      | 22      | 23      |
| 43      | 24      | 25      | 26      | 27      | 28      | 29      | 30      |
| 44      | 31      |         |         |         |         |         |         |

| November | November | November | November | November | November | November | November |
| Kw       | Mo       | Di       | Mi       | Do       | Fr       | Sa       | So       |
| -------- | -------- | -------- | -------- | -------- | -------- | -------- | -------- |
| 44       |          | 1        | 2        | 3        | 4        | 5        | 6        |
| 45       | 7        | 8        | 9        | 10       | 11       | 12       | 13       |
| 46       | 14       | 15       | 16       | 17       | 18       | 19       | 20       |
| 47       | 21       | 22       | 23       | 24       | 25       | 26       | 27       |
| 48       | 28       | 29       | 30       |          |          |          |          |

| Dezember | Dezember | Dezember | Dezember | Dezember | Dezember | Dezember | Dezember |
| Kw       | Mo       | Di       | Mi       | Do       | Fr       | Sa       | So       |
| -------- | -------- | -------- | -------- | -------- | -------- | -------- | -------- |
| 48       |          |          |          | 1        | 2        | 3        | 4        |
| 49       | 5        | 6        | 7        | 8        | 9        | 10       | 11       |
| 50       | 12       | 13       | 14       | 15       | 16       | 17       | 18       |
| 51       | 19       | 20       | 21       | 22       | 23       | 24       | 25       |
| 52       | 26       | 27       | 28       | 29       | 30       | 31       |          |

## Ereignisse

### Politik und Weltgeschehen

#### Nord- und Osteuropa
- 8. April: König Karl IX. von Schweden gründet die Stadt Oulu an der Mündung des Oulujoki.
- Russland: „Zeit der Wirren“: Ein Mann, der behauptet, der jüngste Sohn Iwans des Schrecklichen, Dmitri Iwanowitsch, zu sein, zieht unterstützt von polnisch-litauischen Truppen und im geheimen Einvernehmen mit Polenkönig Sigismund III. Wasa in Moskau ein und wird am 21. Juli zum Zaren gekrönt. Seine Gegner behaupten, der falsche Dimitri heiße in Wirklichkeit Grigori Otrepjew und sei ein Mönch aus dem Kloster Tschudow.

#### Achtzigjähriger Krieg

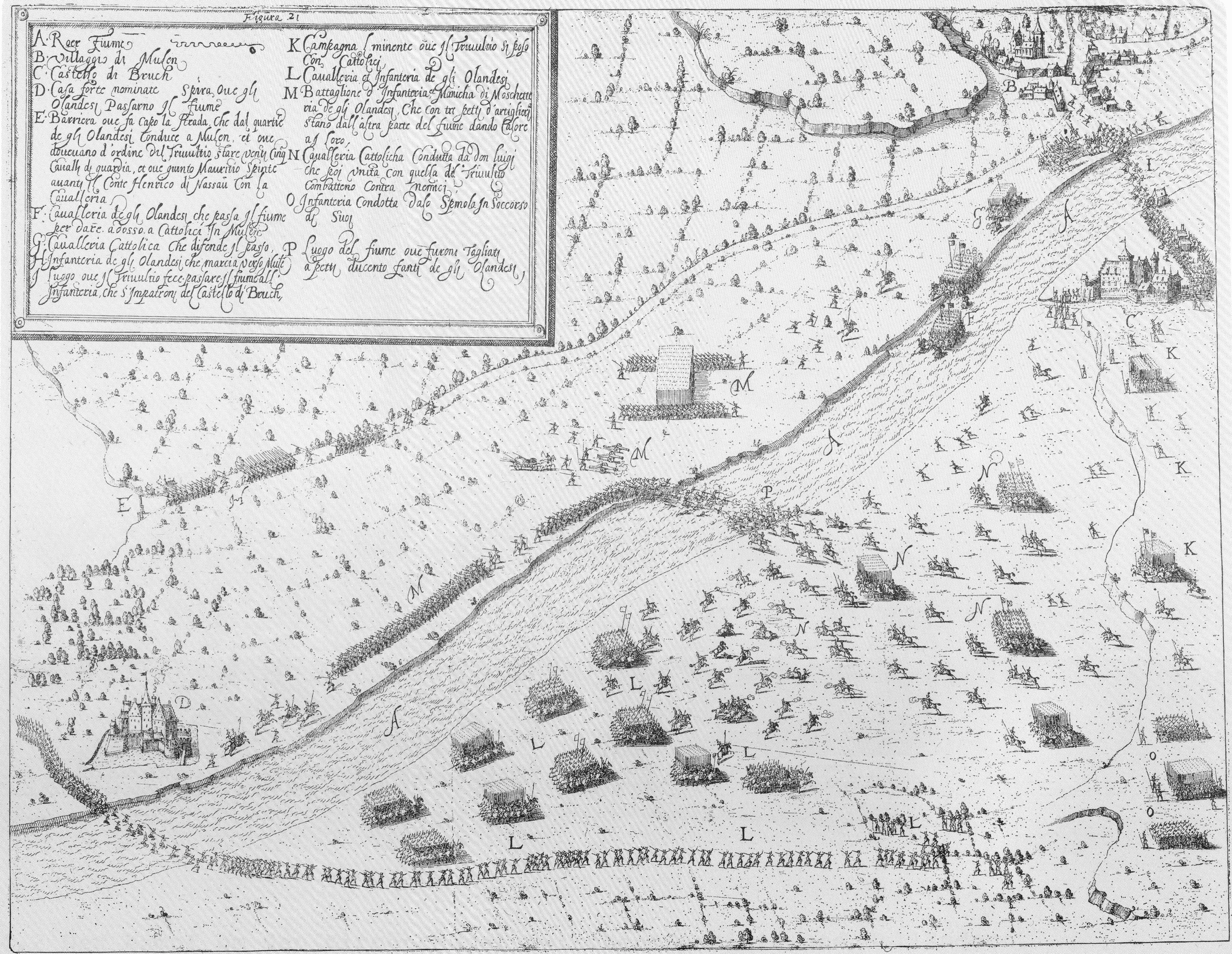
Karte der Schlacht bei Mülheim

- 9. Oktober: Im Rahmen des Achtzigjährigen Krieges kommt es zur Ersten Schlacht bei Mülheim zwischen der Armee der Vereinigten Niederlande unter Moritz von Oranien und spanischen Truppen auf dem Gebiet der historischen Herrschaft Broich. Den staatischen Truppen gelingt es zunächst, die Spanier aus Mülheim zu vertreiben und Schloss Broich zu befreien. Als sich jedoch die Nachricht verbreitet, dass der spanische Oberbefehlshaber Ambrosio Spinola mit weiteren Truppen im Anmarsch sei, ziehen sich die Niederländer zurück, weil sie die Stärke der spanischen Truppen überschätzen.

#### England
- 5. November:[1] Der von katholischen Landadeligen unter der Führung von Robert Catesby geplante Gunpowder Plot gegen den König von England James I. wird verraten, der Sprengstoffexperte Guy Fawkes bei der Ausführung verhaftet.
- 8. November:[2] Bei der Festnahme durch Sir Richard Walsh, den High Sheriff von Worcestershire, kommen die Gunpowder-Verschwörer Robert Catesby, Thomas Percy, Christopher Wright und John Wright ums Leben. Mehrere andere werden verhaftet.

#### Malta
- Während der Herrschaft des Großmeisters Alof de Wignacourt beginnen zur Verteidigung Maltas die Bauarbeiten an St Martin’s Tower, dem ersten der sogenannten Wignacourt Towers.

#### Japan
- Der Begründer des Tokugawa-Shogunats, Tokugawa Ieyasu, tritt zurück und macht seinen ältesten Sohn Tokugawa Hidetada zum 2. Shōgun. Die faktische Macht behält er jedoch bis zu seinem Tod 1616 in den Händen.

#### Weitere Ereignisse in Asien
- 25. April: Nach dem Tod von Naresuan wird sein Bruder Ekathotsarot zum König des thailändischen Königreichs Ayutthaya gekrönt.
- 6. August: Die Expansion der Perser unter Abbas I. führt bei Täbris zu einem Sieg über die Osmanen.
- Der portugiesische Abenteurer Filipe de Brito e Nicote erklärt sich zum König von Syriam in Unterbirma.

### Wirtschaft

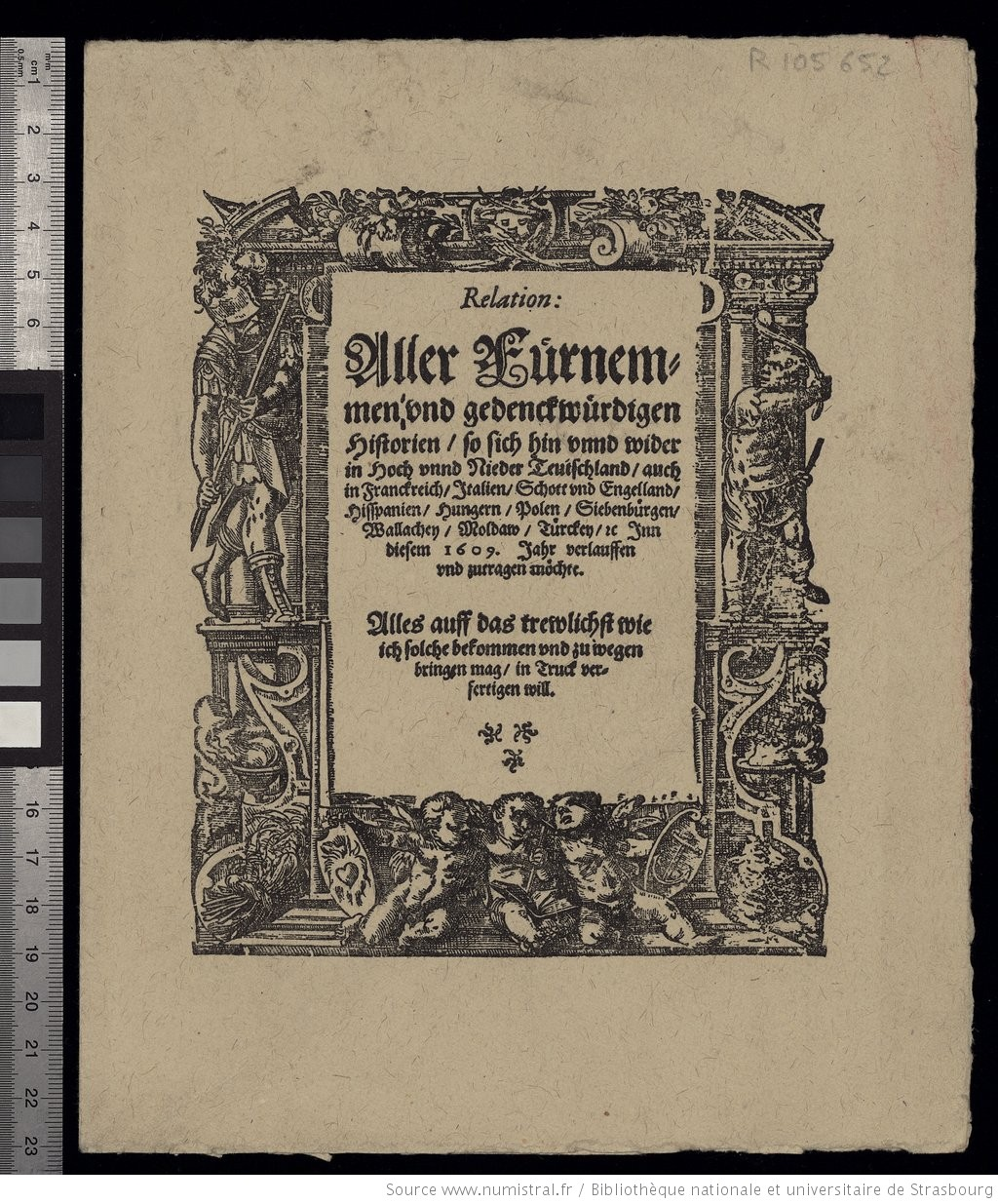
Titelblatt der Relation von 1609

- Anfang Oktober: Der Buchdrucker Johann Carolus gibt in Straßburg die Relation aller Fürnemmen und gedenckwürdigen Historien, die als älteste Zeitung der Welt gilt. Carolus stellt sie auf einer Presse her, die er ein Jahr zuvor erworben hat. Vorher hat er die neuesten Nachrichten in handgeschriebenen Exemplaren an Abonnenten verschickt.
- Gründung der päpstlichen Bank Banco di Santo Spirito in Rom.
- Die Ustersbacher Brauerei wird gegründet.

### Kultur
- 10. Februar: Im Palace of Whitehall in London findet in Anwesenheit von König James I. die erste bekannte Aufführung von William Shakespeares Komödie Der Kaufmann von Venedig statt. Die Handlung beruht auf Il Pecorone von Giovanni Fiorentino und der 195. Geschichte der Anekdotensammlung Gesta Romanorum.
- Miguel de Cervantes’ erster Teil des Don Quijote erscheint.
- Nach seiner Ernennung zum Kardinalnepoten erwirbt Scipione Caffarelli Borghese die Villa Borghese in Rom.

### Religion

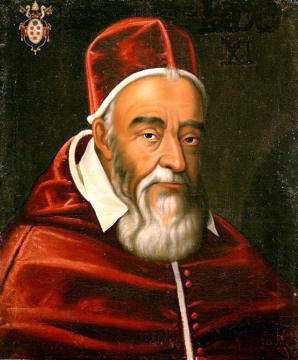
Papst Leo XI.

Am 3. März stirbt Papst Clemens VIII. nach 13-jährigem Pontifikat in Rom. Am 1. April wählt das Konklave mit der Unterstützung der französischen, aber gegen den Wunsch der spanischen Kardinäle Alessandro Ottaviano de’ Medici zu seinem Nachfolger. Dieser nimmt den Namen seines Onkels Leo X. an und nennt sich Leo XI. Kurz nach seiner Wahl, als er den Lateran gerade feierlich beziehen will, erkrankt der bereits 70-jährige Leo, vermutlich an einer Lungenentzündung, und stirbt nach nur 27 Tagen als Papst. Am 16. Mai wählt daraufhin das Konklave Camillo Borghese, das jüngste Mitglied des Kardinalskollegiums, zum neuen Papst, der den Namen Paul V. annimmt. Nach der Wahl ernennt dieser als sogenannten Kardinalnepoten seinen Neffen zum Kardinal und Kardinalstaatssekretär.
- Stanislaus Kostka wird seliggesprochen.

### Katastrophen
- 3. Februar: Östlich von Japan ereignet sich das Keichō-Nankaidō-Erdbeben. Der darauf folgende Tsunami kostet vermutlich mehrere tausend Menschen das Leben.

## Historische Karten und Ansichten

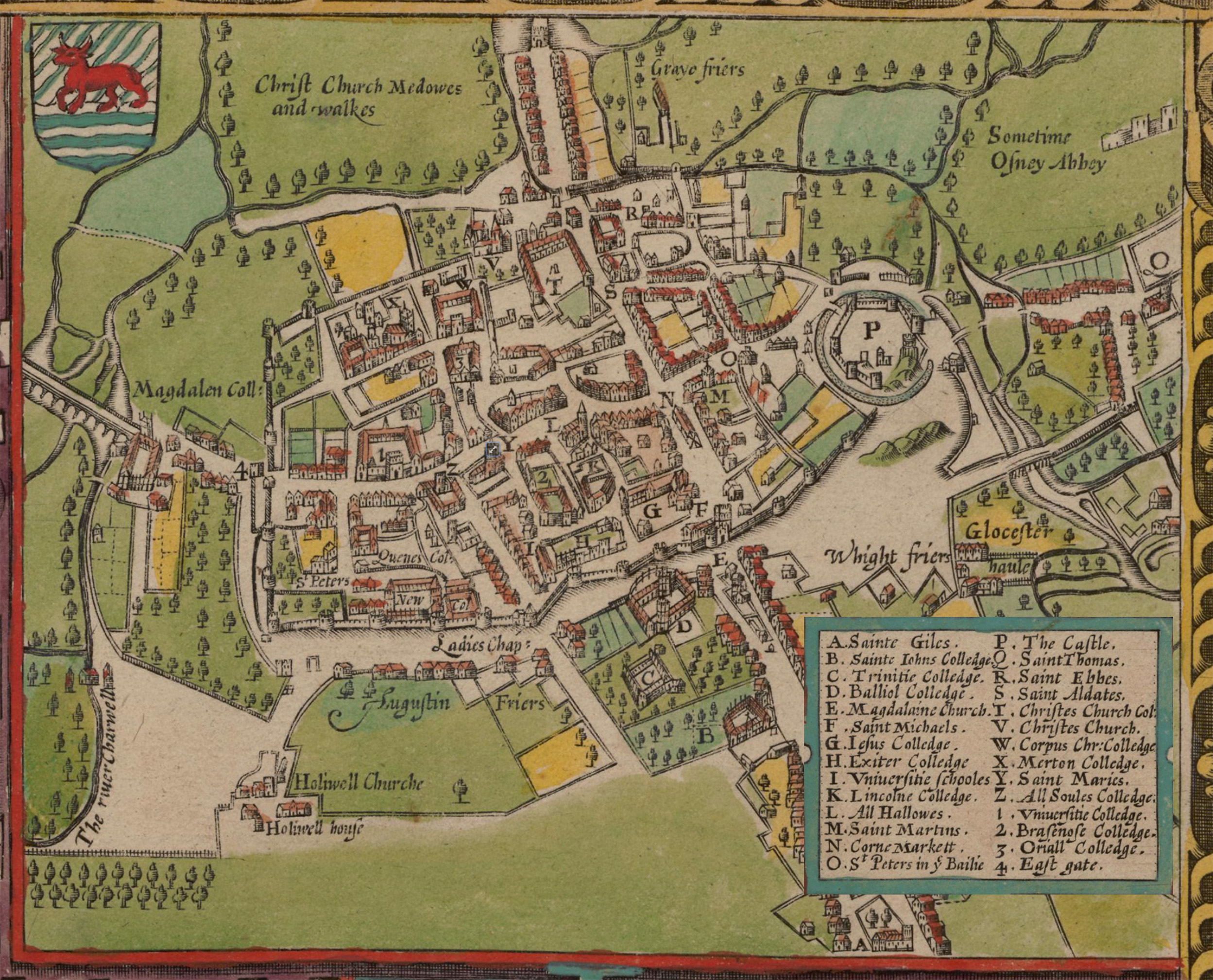
Oxford 1605

## Geboren

### Geburtsdatum gesichert
- 16. Januar: Shahriyar, Sohn des Großmoguln Jahangir und Bruder von Shah Jahan († 1628)
- 17. Januar: Friedrich von Logau, Dichter des Barock († 1655)
- 05. Februar: Balthasar Balduin deutscher lutherischer Theologe († 1652)
- 17. Februar: Luca Ferrari, italienischer Maler († 1654)
- 23. Februar: Frans Banninck Cocq, Amsterdamer Regent († 1655)
- 17. März: Georg II., Landgraf von Hessen-Darmstadt († 1661)
- 20. März: Johann Ernst Pistoris, kursächsischer Oberhofrichter und Diplomat († 1680)
- 25. März: Valentin Heider, deutscher Jurist und Lindauer Ratsherr († 1664)
- 00. März: Antonio Bertali, italienischer Komponist und Violinist († 1669)

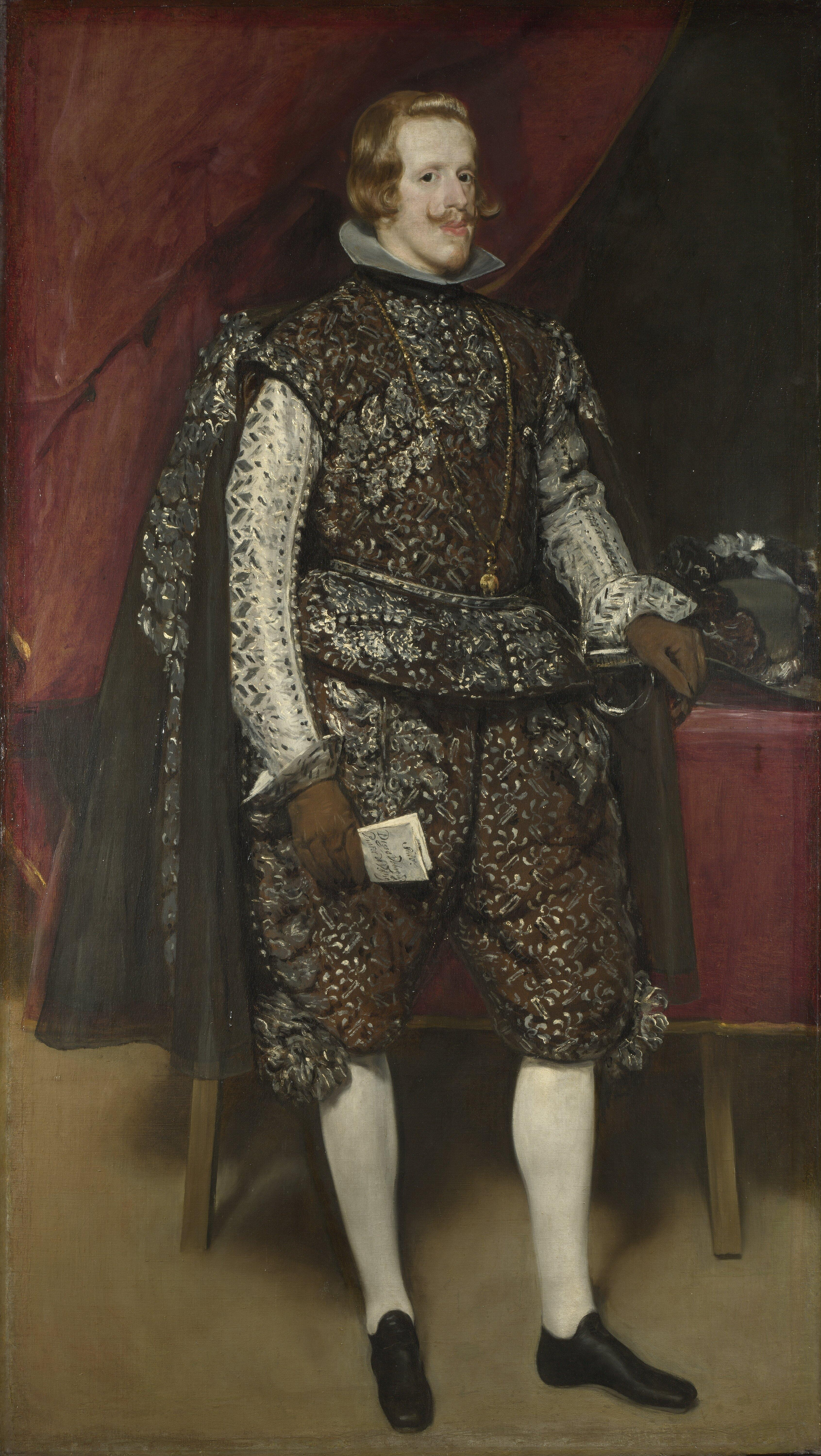
Philipp IV. von Spanien

- 08. April: Philipp IV., König von Spanien, Neapel und Sizilien und als Philipp III. König von Portugal († 1665)
- 18. April: Giacomo Carissimi, italienischer Komponist († 1674)
- 20. April: Christian Carpzov, deutscher Jurist und Rechtswissenschaftler († 1642)
- 27. Mai: Konrad Balthasar Pichtel, Jurist und Hofbeamter († 1656)
- 15. Juni: Thomas Randolph, englischer Dichter († 1635)
- 06. Juli: Ulrich II., Graf von Ostfriesland († 1648)
- 29. Juli: Simon Dach, deutscher Dichter († 1659)
- 02. August: Adam Zeltner, Anführer der Solothurner Untertanen im Schweizer Bauernkrieg († 1653)
- 06. August: Johann Philipp von Schönborn, Erzbischof von Mainz († 1673)
- 11. August: Ascanius Pflaume, Bürgermeister von Aschersleben († 1669)
- 15. August: Wenceslaus Leszczynski, Bischof von Ermland, Erzbischof von Gnesen und Primas von Polen-Litauen († 1666)
- 23. August: Paul Marquard Schlegel, deutscher Mediziner und Botaniker († 1653)
- 25. August: Philipp Moritz von Hanau-Münzenberg, Graf von Hanau-Münzenberg († 1638)
- 29. August: Johann Wilhelm Simler, Schweizer Dichter († 1672)
- 19. September: Martin Weise, deutscher Mediziner († 1693)
- 23. September: Daniel Czepko, deutscher Dichter († 1660)
- 15. Oktober: Marie de Bourbon, Herzogin von Montpensier († 1627)
- 16. Oktober: Cesare Fracanzano, italienischer Maler und Freskant († 1651/52)
- 19. Oktober: Thomas Browne, englischer Philosoph († 1682)
- 22. Oktober: Frédéric-Maurice de La Tour d’Auvergne, Herzog von Bouillon, französischer General († 1652)
- 10. November: Ambrosius Rhodius, deutscher Astrologe und Mediziner († 1696)
- 19. November: Barthold Moller, deutscher Jurist, Ratsherr und Bürgermeister von Hamburg († 1667)
- 01. Dezember: Jeremy Clarke, englischer Händler, Politiker und Offizier († 1652)
- 12. Dezember: Hans Christoph Graf von Königsmarck, schwedischer Feldmarschall im Dreißigjährigen Krieg († 1663)
- 22. Dezember: Balthasar Rösler, deutscher Markscheider († 1673)
- 23. Dezember: Tianqi, fünfzehnter Kaiser der chinesischen Ming-Dynastie († 1627)
- 28. Dezember: Huldreich Groß, deutscher Rechtsanwalt und Stifter der Leipziger Stadtbibliothek († 1677)

### Genaues Geburtsdatum unbekannt
- Johann Konrad Schragmüller, deutscher Geistlicher, Theologe und Hochschullehrer († 1675)
- Nishiyama Sōin, japanischer Dichter († 1682)
- James Thynne, englischer Adeliger und Politiker († 1670)

### Geboren um 1605
- Michael Beer, österreichischer Architekt und Baumeister der Barockzeit († 1666)

## Gestorben

### Erstes Halbjahr

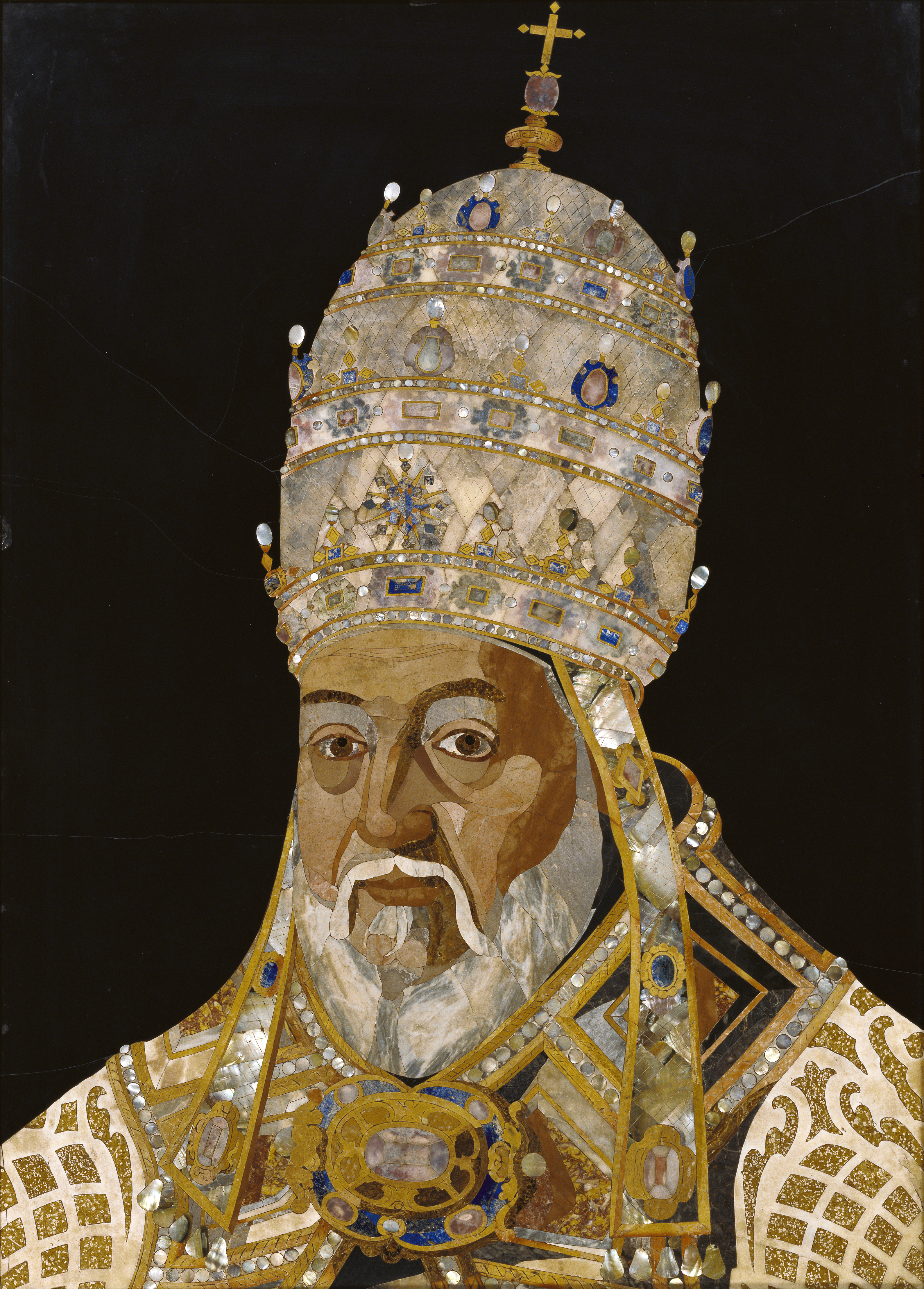
Clemens VIII.

- 16. Januar: Eitel Friedrich IV., Graf von Hohenzollern-Hechingen (* 1545)
- 07. Februar: Salomon Gesner, deutscher lutherischer Theologe (* 1559)
- 28. Februar: Georg Vitzthum von Eckstedt, kursächsischer Beamter (* 1551)
- 03. März: Ippolito Aldobrandini, unter dem Namen Clemens VIII. Papst (* 1536)
- 04. März: Felice Brusasorzi, italienischer Maler (* 1539/40)
- 17. März: Pieter Bast, niederländischer Zeichner, Kupferstecher und Kartograf (* um 1570)
- 21. März: Johann Bökel, niederländischer Mediziner (* 1535)
- 26. März: Jakob Ayrer, deutscher Schriftsteller (* um 1544)
- 10. April: Albrecht VII., Graf von Schwarzburg-Rudolstadt (* 1537)
- 23. April: Boris Godunow, Zar und Großfürst von Russland (* 1552)
- 25. April: Naresuan, König von Ayutthaya in Thailand (* 1555)
- 27. April: Leo XI., Papst (* 1535)
- 02. Mai: Georg Gadner, württembergischer Kartograph, Chronist und Geograph (* 1522)
- 04. Mai: Ulisse Aldrovandi, auch bekannt als Ulysses Aldrovandus (kurz Aldrovandus), italienischer Arzt und Naturforscher (* 1522)
- 07. Mai: Johann Hermann, deutscher Mediziner (* 1527)
- 10. Mai: Kasimir VI., nicht-regierender Herzog von Pommern (* 1557)
- 03. Juni: Jan Zamoyski, polnischer Magnat, Staatsmann und Großhetman (* 1542)
- 18. Juni: Aires de Saldanha, Vizekönig von Portugiesisch-Indien (* 1542)

### Zweites Halbjahr
- 25. Juli: Matteo Zane, Patriarch von Venedig
- 04. August: Otto von Blanckenburg, Komtur der Deutschordenskommende Langeln (* um 1535)
- 09. September: Heinrich Khunrath, deutscher Arzt, Alchemist und Kabbalist (* um 1560)
- 13. Oktober: Théodore de Bèze, Genfer Theologe und Reformator französischer Herkunft (* 1519)
- 27. Oktober: Akbar I., Großmogul von Indien (* 1542)
- 30. Oktober: George Clifford, 3. Earl of Cumberland, englischer Marinekommandant und Höfling (* 1558)
- 31. Oktober: Johann, Herzog von Sachsen-Weimar (* 1570)
- 01. November: Yamanouchi Kazutoyo, japanischer Kriegsherr (* 1545)
- 09. November: Handan Sultan, Gemahlin des osmanischen Sultans Mehmed III.
- 10. November: Safiye, Ehefrau des Sultans Murad III. und einflussreiche Frau im  Osmanischen Reich (* um 1550)
- 14. November: Anna Maria, Prinzessin aus der Linie Anhalt-Bernburg-Zerbst, Fürstäbtissin von Gernrode und Herzogin von Brieg, Liegnitz, Wohlau und Ohlau (* 1561)
- 25. Dezember: Marino Grimani, 89. Doge von Venedig (* 1532)
- 29. Dezember: John Davis, englischer Seefahrer und Entdecker (* 1550)

### Genaues Todesdatum unbekannt
- Pedro Bermúdez, spanischer Komponist (* 1558)
- Antoine Francisque, französischer Lautenist und Komponist (* um 1570)
- Johann Rudolf Rebmann, Schweizer evangelischer Geistlicher, Heimatforscher und Schriftsteller (* 1566)